# TM NETWORK
TM NETWORK是一個由小室哲哉（合成器・鍵盤）、宇都宮隆（主唱）、木根尚登（吉他・鍵盤）3人所構成的日本音樂組合，電子音樂樂團。簡稱為TM、TMN，但在以TMN名義活動的時期不簡稱為TM，原封不動地稱呼為TMN的情況居多。
代表曲為動畫『城市獵人』主題曲「Get Wild」。此外，他們亦有收錄動畫電影『機動戰士鋼彈 逆襲的夏亞』片尾曲「Beyond the Time (メビウスの宇宙を越えて)」。

## 概要
1984年4月21日出道。1987年4月8日發行的第10張單曲「Get Wild」首次進入Oricon單曲榜TOP10。在此之前，同年2月26日發行的第4張專輯「Self Control」亦達成首次進入Oricon專輯榜TOP10。1990年，以「TMN」名義重建。之後，在出道10週年的1994年4月21日宣布「企劃結束」，於同年5月18、19日的最後一場演唱會『TMN 4001 DAYS GROOVE』"結束"。1999年再作為TM NETWORK重新啟動。2012年起隸屬於avex trax。現在時點的單曲、專輯總銷量數宣稱突破1,600萬張（包含LP、卡式錄音帶）。
迎來出道30週年的2014年，發表新曲、2次日本全國巡演、睽違7年的原創專輯、競技場公演、出演大型音樂節等，精力旺盛地活動著。
此外，在2012〜2015年所實行的演唱會（30週年相關），由於加強了戲劇化的演唱會表演，因此幾乎沒有像80年代同樣進行司儀或安可。

## 成員
1984年出道以來，正規成員並無變動。
| 姓名                           | 生年月日       | 出身地 | 血型 | 身高  | 擔任 | 分配                               |
| ------------------------------ | -------------- | ------ | ---- | ----- | --- | ---------------------------------- |
| 小室哲哉 （こむろ てつや）     | 1958年11月27日 | 東京都 | O型  | 167cm | 合成器、鍵盤、鋼琴、哈蒙德風琴、DAW、Synclavier、和聲、 電吉他、原聲吉他、爵士鼓、シンセベース、貝斯、DJ | 作詞、作曲、編曲、團長、音樂製作人 |
| 宇都宮隆 （うつのみや たかし） | 1957年10月25日 | 熊本縣 | O型  | 178cm | 主唱、原聲吉他、和聲、貝斯                                                                               | 作曲                               |
| 木根尚登 （きね なおと）       | 1957年9月26日  | 東京都 | B型  | 174cm | 電吉他、原聲吉他、鋼琴、鍵盤、 口琴、貝斯、和聲                                                          | 作詞、作曲、編曲                   |

## 演唱會・巡迴演唱會

### 主辦・參與活動
- PARTY OF TM VISION （1985/6/22 - 11/3）
- ANNIVERSARY ROCK FESTIVAL（1986/2/21）
- YAMAHA X-DAY （1986/11/29 - 12/7）
- FANKS SUMMIT （1987/2/11 - 12/20）
- YAMAHA BAND EXPLOSION （1987/11/1）
- T-MUE-NEEDS SUMMIT （1988/12/24 - 1989/2/25）
- FANKS THE PARTY （1989/12/29）
- FANKS FILM COLLECTION （1990/3/21 - 4/8）
- ARENA GATHERING（1990/8/8 - 8/23）
- EPIC SONY TMN SPECIAL EVENT （1991/3/21）
- EXPO 3D パビリオン （1991/9/12 - 1992/2/23）
- Act Against AIDS（日语：アクト・アゲインスト・エイズ） '93 （1993/12/1）
- YES TO LIFE FESTIVAL （1999/10/25）
- Act Against AIDS 2000 『THE VARIETY 8』（2000/12/1）
- Rendez-vous in Space 2001（日语：Rendez-vous in Space 2001） （2000/12/31 - 2001/1/1）
- LAUGH & PEACE PREMIUM NIGHT （2002/10/1）
- LIVE EPIC 25（日语：LIVE EPIC 25） （2003/2/16 - 2/23）
- Act Against AIDS 2003『THE VARIETY 11』 （2003/12/1）
- All That LOVE （2012/3/20）
- COUNTDOWN JAPAN（日语：COUNTDOWN JAPAN） 14/15（2014/12/30）[8]

## 歴代支援樂手
（※是亦有作為「SPIN OFF from TM」成員參與）
吉他
北島健二 （FENCE OF DEFENSE、1984年 - ）
自1st專輯『RAINBOW RAINBOW』的錄音開始參與。在演唱會上最初參與為1994年的『TMN 4001 DAYS GROOVE』，此後頻繁參與。
松本孝弘 （B'z、1985年 - 1989年）
通過北島介紹，自『DRAGON THE FESTIVAL TOUR featuring TM NETWORK』開始參與。直至B'z結成後不久的『TM NETWORK CAROL TOUR FINAL CAMP FANKS!! '89』為止，皆繼續參與了錄音及演唱會。
葛城哲哉 （1990年 - ）※
自7th專輯『RHYTHM RED』的錄音開始參與。自重建期至今，繼續長期參與。
木村建
參與2000年的『TM NETWORK Log-on to 21st Century』。
鈴木俊彦 （Purple Days）
僅參與2012年的『TM NETWORK CONCERT -Incubation Period-』。
松尾和博 （ザ・トロフィーズ、2013年 - ）
自『TM NETWORK FINAL MISSION - START investigation -』開始參與。此後亦頻繁參與錄音。自90年代起至今，參與了數多由小室擔任製作人之作品。此外，亦參與了木根的SOLO作品。
貝斯
住吉中
參與1984年的『DEBUT CONCERT』。
西村麻聡 （FENCE OF DEFENSE、1985年 - 1986年）
自『DRAGON THE FESTIVAL TOUR featuring TM NETWORK』開始參與。雖然伴隨著FENCE OF DEFENSE的結成脫離了支援，但此後亦經常作為嘉賓參與現場表演。
日詰昭一郎 （1987年 - 1988年）
自『TM NETWORK TOUR '87 FANKS! BANG THE GONG』開始參與。除了參與支援外，還與成員3人共同結成了音樂組合「ハンバーグ&カニクリームコロッケ」。
春山信吾
參與2001年的『TM NETWORK TOUR MAJOR TURN-ROUND』。
吉田建
參與2007年的『TM NETWORK -REMASTER-』。
爵士鼓
山田亘 （FENCE OF DEFENSE、1985年 - 1988年）
自『DRAGON THE FESTIVAL TOUR featuring TM NETWORK』開始參與。
阿部薫 （1983年 - ）※
由於在成為了出道契機的『Fresh Sounds Contest』上作為鼓手參與等等，因此是在支援樂手中的最老手。參與的第一場巡演是1988年的『TM NETWORK TOUR '88〜'89 CAROL 〜A DAY IN A GIRL'S LIFE 1991〜』。
そうる透 （2007年 - 2008年）
參與『TM NETWORK -REMASTER-』『TM NETWORK PLAY SPEEDWAY and TK HITS !!』。
Ruy （Avaivartika、2012年 - ）
自『TM NETWORK CONCERT -Incubation Period-』開始參與。除了樂團活動外，還活躍於作為miwa及KAT-TUN等眾多藝人的支援鼓手。
鍵盤
白田朗 （1985年 - 1986年）
自『DRAGON THE FESTIVAL TOUR featuring TM NETWORK』開始參與。
浅倉大介 （access、1987年 - 1992年、2004年）※
自『Kiss Japan TM NETWORK Tour '87〜'88』起作為Manipulator參與，自『RHYTHM RED TMN TOUR』以後作為支援樂手擔任シンセベース。此外，亦參與了2004年的TM NETWORK DOUBLE-DECADE TOUR FINAL "NETWORK" in NIPPON BUDOKAN中的TMN部分。
吉村龍太
參與2000年的『TM NETWORK Log-on to 21st Century』。
Manipulator
小泉洋 （1984年 - 1985年）
自『ELECTRIC PROPHET』開始參與。
久保こーじ （1985年 - 1994年）
自2nd專輯『CHILDHOOD'S END』的錄音開始參與。解散後仍作為小室的「右手腕」共同活動。